# شاهزاده کارل آنتون آگوست شولسویگ هولشتاین سوندربورگ بک
شاهزاده کارل آنتون آگوست (۱۰ اوت ۱۷۲۷ تا ۱۲ سپتامبر ۱۷۵۹) پسر پیتر آگوست، دوک شولسویگ هولشتاین سوندربورگ بک و شاهدخت سوفی هسه فیلیپپستهال و پدر فریدریش کارل لودویگ، دوک شولسویگ هولشتاین سوندربورگ بک بود.